# Rio Curimataú
O rio Curimataú é um curso de água que banha os estado da Paraíba e do Rio Grande do Norte, no Brasil.

## Características
O rio Curimataú nasce no município paraibano de Barra de Santa Rosa, na serra do Cariri Velho, pertencente ao complexo do planalto da Borborema. A bacia deste rio ocupa uma área total de 3.346 km². Entra no estado do Rio Grande do Norte pelo município de Nova Cruz(RN) e desagua no oceano Atlântico através do estuário denominado de Barra de Cunhaú, no município de Canguaretama.
A denominação do rio vem do tupi curimatã-u ou quiri-mbatã, que significa "rio das curimatãs".

## Cidades
A Bacia Hidrográfica do Rio Curimataú na Paraíba abrange os municípios de Barra de Santa Rosa, Damião, Casserengue, Cacimba de Dentro, Solânea, Bananeiras, Dona Inês (alto curso), Tacima, Belém, Caiçara e Lougradouro (médio curso) todos estes inseridos no polígono da seca.